# Enna (genre)
Pour les articles homonymes, voir Enna, August Enna et Bruno Enna.
Genre
Enna est un genre d'araignées aranéomorphes de la famille des Trechaleidae.

## Distribution
Les espèces de ce genre se rencontrent en Amérique du Sud et en Amérique centrale.

## Liste des espèces
Selon World Spider Catalog (version 22.0, 15/03/2021) :
- Enna baeza Silva, Lise & Carico, 2008
- Enna bartica Silva, Lise & Carico, 2008
- Enna bonaldoi Silva, Lise & Carico, 2008
- Enna caliensis Silva, Lise & Carico, 2008
- Enna caparao Silva & Lise, 2009
- Enna caricoi Silva & Lise, 2011
- Enna carinata Silva & Lise, 2011
- Enna chickeringi Silva, Lise & Carico, 2008
- Enna colonche Silva, Lise & Carico, 2008
- Enna eberhardi Silva, Lise & Carico, 2008
- Enna echarate Silva & Lise, 2009
- Enna estebanensis (Simon, 1898)
- Enna frijoles Silva & Lise, 2011
- Enna gloriae Rengifo, Albo & Delgado-Santa, 2021
- Enna hara Silva, Lise & Carico, 2008
- Enna huanuco Silva, Lise & Carico, 2008
- Enna igarape Silva, Lise & Carico, 2008
- Enna jullieni (Simon, 1898)
- Enna junin (Carico & Silva, 2010)
- Enna kuyuwiniensis Silva, Lise & Carico, 2008
- Enna maya Silva, Lise & Carico, 2008
- Enna meridionalis Silva & Lise, 2009
- Enna minor Petrunkevitch, 1925
- Enna moyobamba Silva, Víquez & Lise, 2012
- Enna nesiotes Chamberlin, 1925
- Enna osaensis Silva, Víquez & Lise, 2012
- Enna paraensis Silva, Lise & Carico, 2008
- Enna pecki Silva, Lise & Carico, 2008
- Enna redundans (Platnick, 1993)
- Enna rioja Silva, 2013
- Enna riotopo Silva, Lise & Carico, 2008
- Enna rothi Silva, Lise & Carico, 2008
- Enna segredo Silva & Lise, 2009
- Enna silvae Silva & Lise, 2011
- Enna triste Silva & Lise, 2011
- Enna trivittata Silva & Lise, 2009
- Enna velox O. Pickard-Cambridge, 1897
- Enna venezuelana Silva & Lise, 2011
- Enna xingu Carico & Silva, 2010
- Enna zurqui Silva & Lise, 2011

## Publication originale
- O. Pickard-Cambridge, 1897 : « Arachnida. Araneida. » Biologia Centrali-Americana, Zoology, vol. 1, p. 225-232 (texte intégral).